# Żyrowa
Żyrowa (deutsch Zyrowa, 1936–1945 Buchenhöh) ist eine Ortschaft in Oberschlesien. Żyrowa liegt in der Gemeinde Zdzieszowice (Deschowitz) im Powiat Krapkowicki in der polnischen Woiwodschaft Oppeln.

## Geographie

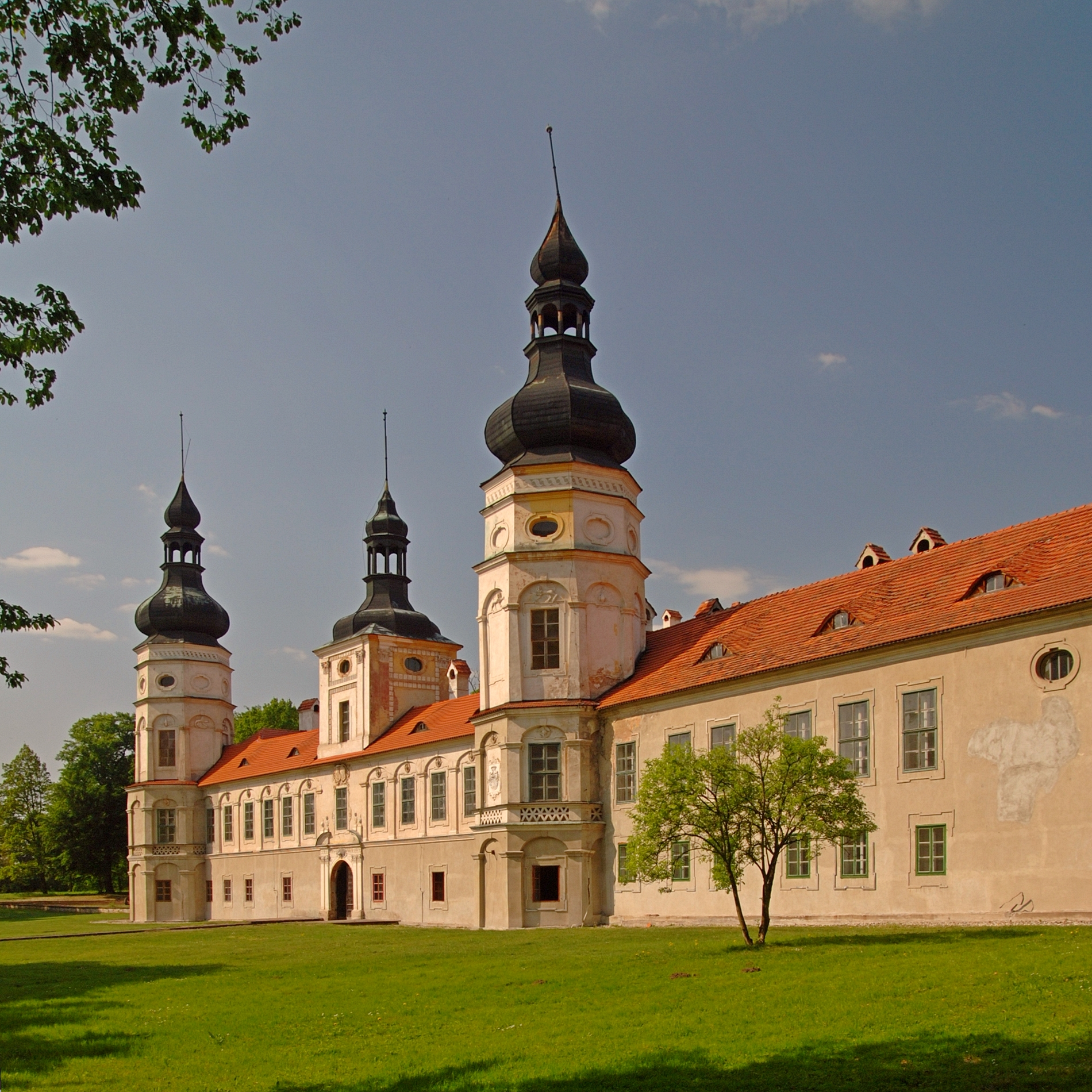
Schloss Zyrowa

### Geographische Lage
Das Angerdorf Żyrowa liegt vier Kilometer nördlich vom Gemeindesitz Zdzieszowice, elf Kilometer östlich von der Kreisstadt Krapkowice (Krappitz) und 28 Kilometer südöstlich von der Woiwodschaftshauptstadt Oppeln. Der Ort liegt in der Wyżyna Śląska (Schlesisches Hochland) innerhalb der Chełm (Chelm). Nördlich des Dorfes liegt das Landschaftsschutzgebiet Park Krajobrazowy Góra Świętej Anny sowie das Waldschutzgebiet Rezerwat przyrody Lesisko.

### Ortsteile
Ortsteil von Żyrowa ist das Vorwerk Lesisko (Waldhof Vorwerk).

### Nachbarorte
Nachbarorte von Żyrowa sind im Nordwesten Jasiona (Jeschona), im Norden Oleszka (Oleschka), im Osten Sankt Annaberg (Góra Świętej Anny) und im Süden Zdzieszowice (Deschowitz).

## Geschichte

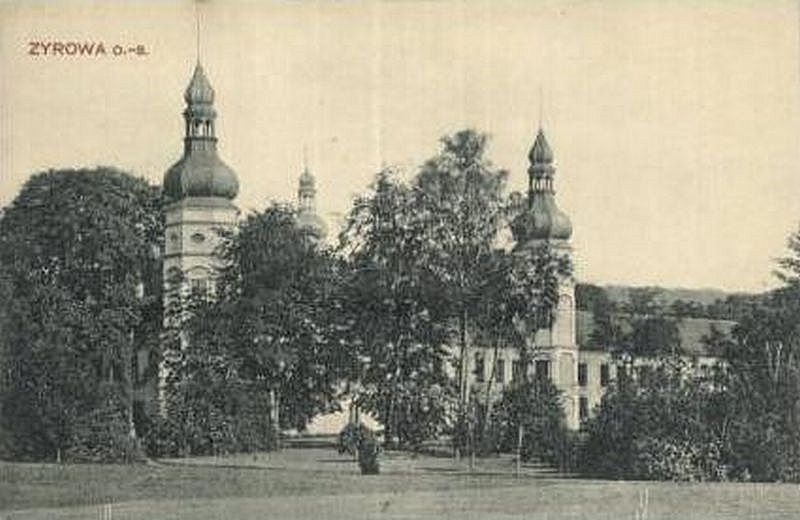
Schloss 1910

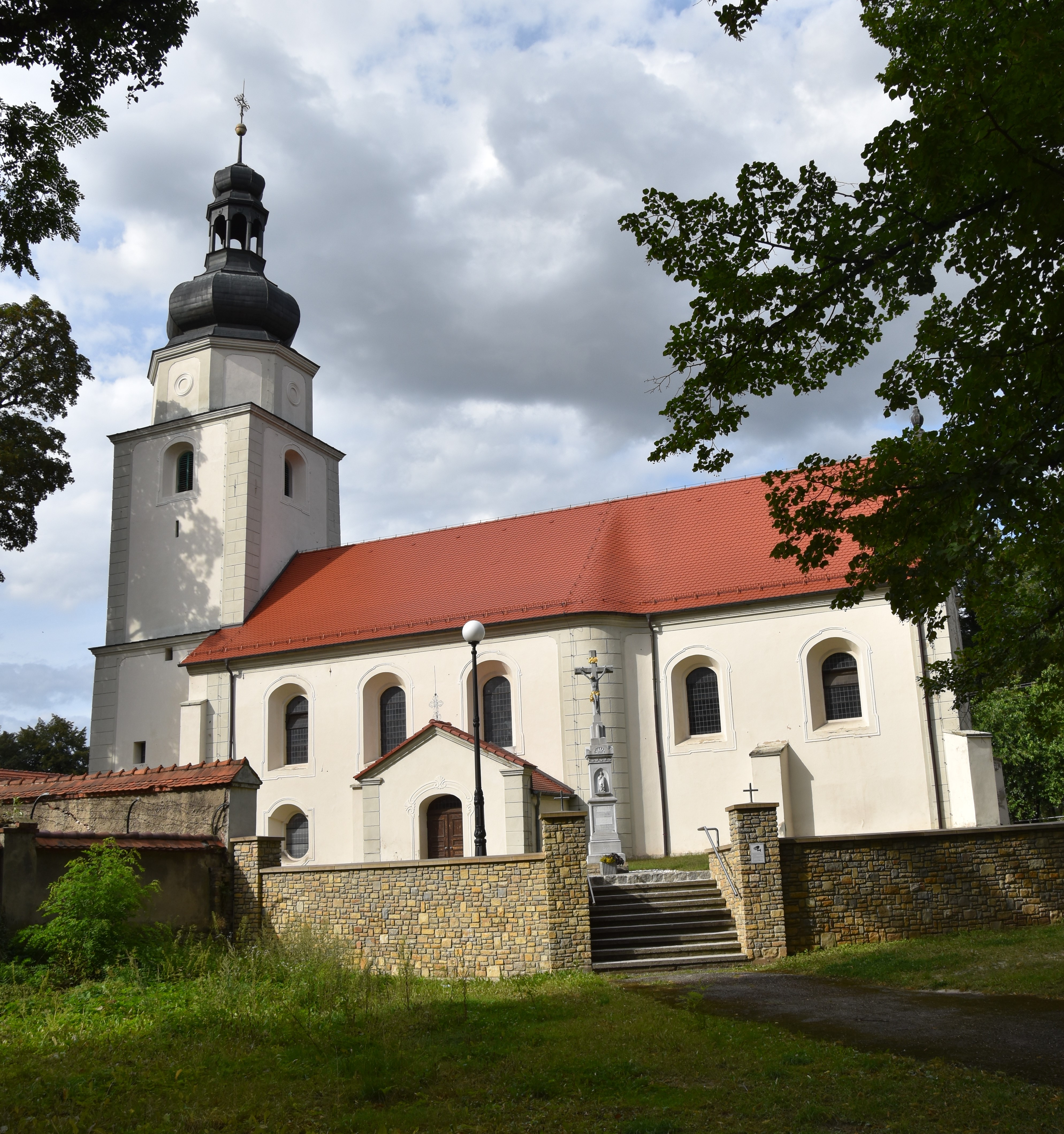
Nikolauskirche

Der Ort wurde 1302 erstmals als Cirona urkundlich erwähnt. Am 13. März 1631 erwarb Melchior Ferdinand von Gaschin den Ort.
Nach dem Ersten Schlesischen Krieg 1742 fiel Zyrowa mit dem größten Teil Schlesiens an Preußen.
Nach der Neuorganisation der Provinz Schlesien gehörte die Landgemeinde Zyrowa ab 1816 zum Landkreis Groß Strehlitz im Regierungsbezirk Oppeln. 1845 bestanden im Dorf ein Schloss, ein Vorwerk, eine Försterei, eine katholische Kirche, eine Brauerei, eine Brennerei, ein Kalksteinbruch,   und 30 Häuser. Im gleichen Jahr lebten in Zyrowa 385 Menschen, davon vier evangelisch. 1861 zählte Zyrowa 13 Bauern-, 11 Gärtner- und 9 Häuserstellen. Die katholische Schule zählte im gleichen Jahr 70 Schüler. 1874 wurde der Amtsbezirk Zyrowa gegründet, welcher die Landgemeinden Jeschiona, Krempa, Oleschka und Zyrowa und die Gutsbezirke Dallnie, Dallnie Vorwerk, Jeschiona und Zyrowa umfasste. Erster Amtsvorsteher war der Rittergutsbesitzer und Kammergerichtsassessor a. D. Guradze.
Bei der Volksabstimmung in Oberschlesien am 20. März 1921 stimmten 140 Wahlberechtigte für einen Verbleib bei Deutschland und 126 für Polen. Im Gutsbezirk Zyrowa stimmten 130 Personen für Deutschland und 39 für Polen. Zyrowa verblieb beim Deutschen Reich. 1933 lebten im Ort 734 Einwohner. Am 21. Juli 1936 wurde der Ort in Buchenhöh umbenannt. 1939 hatte der Ort 832 Einwohner. Bis 1945 befand sich der Ort im Landkreis Groß Strehlitz.
1945 kam der bisher deutsche Ort unter polnische Verwaltung und wurde in Żyrowa umbenannt und der Woiwodschaft Schlesien angeschlossen. 1950 kam der Ort zur Woiwodschaft Oppeln. 1999 kam der Ort zum wiedergegründeten Powiat Krapkowicki.

## Sehenswürdigkeiten

### Schloss Zyrowa
Das Schloss Zyrowa entstand zwischen 1631 und 1644 im Auftrag des Landeshauptmann Melchior Ferdinand von Gaschin. 1921 und 1945 wurde das Schloss geplündert und verwüstet. 1958 wurde der Schlossbau unter Denkmalschutz gestellt.

### St.-Nikolaus-Kirche
Die römisch-katholische St.-Nikolaus-Kirche (poln. Kościół św. Mikołajay) wurde um 1300 errichtet. Im 18. Jahrhundert wurde die Kirche erweitert und im spätbarocken Stil umgebaut. Die Kirche steht seit 1964 unter Denkmalschutz.

### Weitere Sehenswürdigkeiten
- Denkmal für die Gefallenen beider Weltkrieg
- Naturdenkmal Kaisereiche
- Friedhofskapelle
- Steinerne Wegekapelle
- Steinernes Wegekreuz

## Vereine
- Fußballverein Victoria Żyrowa
- Freiwillige Feuerwehr OPS Żyrowa

## Persönlichkeiten

### Söhne und Töchter des Ortes
- Walter Migula (1863–1938), deutscher Botaniker
- Willibald Mücke (1904–1984), deutscher Politiker
- Otto Emil Stiebler (1856–1932), Kaufmann, Handelsherr zu Breslau, Begründer der Breslauer Kaffeerösterei (B.K.R. Otto Stiebler)

### Persönlichkeiten, die am Ort wirkten
- Melchior Ferdinand von Gaschin (1581–1665), Erbauer des Schlosses Zyrowas
- August Ludwig von Nostitz (1777–1866), Erbherr von Zyrowa
- Johannes Kinder (1843–1914), Landwirt in Zyrowa
- Johannes von Francken-Sierstorpff (1858–1917), Majoratsherr auf Zyrowa
- Zbigniew Batko (1940–2007), Schriftsteller, lebte zeitweise in Zyrowa